# Heckenfließbach
Der Heckenfließbach ist ein Flurbach im baden-württembergischen Landkreis Heilbronn, dessen Ober- und Mittellauf Riedbach genannt wird. Nach 41⁄2 km langem Lauf etwa nach Westnordwesten mündet er gegenüber dem Dorf Gochsen der Gemeinde Hardthausen am Kocher von links in den unteren Kocher.

## Geographie

### Verlauf
Der Riedbach entsteht am Südrand des Segelfluggeländes Baumerlenbach im Gemeindegebiet von Langenbrettach auf etwa 233 m ü. NHN. Dort beginnt ein zunächst schnurgerade westwärts laufender Graben ohne Baum und Strauch am Ufer, der sich am Ende des Flugplatzes beim Wohnplatz Flürle auf mehr und mehr westnordwestlichen Lauf wendet. Nachdem zwei gerade Gräben zugelaufen sind, schlängelt sich der Bach nunmehr leicht, nach wie vor ohne höheren Bewuchs am Ufer, zwischen Feldern links und rechts.
Weiter abwärts gibt es auf kurzer Strecke Schilfröhricht am Ufer, danach wird er länger von einem sehr schmalen Baumwiesenstreifen begleitet, später ist er kurz von einer Feldhecke überwachsen; dort ist er zwei Meter ins Gelände eingetieft. Bald darauf tritt er, wieder kahl, für sein letztes gutes Laufviertel ins Gemeindegebiet von Hardthausen am Kocher über, wo er dann Heckenfließbach heißt und zunächst wieder schnurgerade und westwärts neben einem Feldweg an zwei gegenüberliegenden Aussiedlerhöfen vorbeizieht. Dort gibt es zwei Abschnitte mit Hecken am Ufer.
Etwas östlich des Wohnplatzes Haaghof knickt der Bach abrupt nach Nordwesten ab. Zwischen Feldern fließt er seine letzten gut 300 Meter bis zum Flussufer. Auf etwa 166 m ü. NHN läuft er gegenüber dem östlichen Gochsen von links in den unteren Kocher ein.
Nach 4,6 km langem Weg mit mittlerem Sohlgefälle von 15 ‰ mündet er etwa 67 Höhenmeter unterhalb seines Ursprungs am Flugplatz.

### Einzugsgebiet
Das Einzugsgebiet des Riedbachs/Heckenfließbachs ist etwa 3,5 km² groß. Es erstreckt sich etwa 53⁄4 km weit von einer etwa 266 m ü. NHN hohen Flurkuppe, dem höchsten Punkt an der Ostsüdostspitze, bis zur Mündung, quer dazu ist es maximal 3⁄4 km breit. Es ist eine völlig waldlose, intensiv ackerbaulich genutzte Landschaft mit auch Gemüse- und Obstanbauflächen. Knapp ein Viertel davon ganz im Südsüdosten noch über dem Grabenbeginn liegt in der Stadtteilgemarkung Baumerlenbach von Öhringen, etwa ein Achtel nahe de Mündung in der Teilgemarkung Gochsen von Hardthausen an Kocher, wo der Bach Heckenfließbach heißt, davor im übrigen und größten Gebietsanteil der Gemarkung Brettach von Langenbrettach heißt er Riedbach. Außer den beim Verlauf genannten Wohnplätzen gibt es keine weitere Besiedlung.
Naturräumlich liegt das Einzugsgebiet auf der Hohenloher und Haller Ebene, das obere bis etwas über den Grabenbeginn herab im Öhringer Ebene genannten Teil des Unterraums Westliche Hohenloher Ebene, der größere Teil unterhalb dagegen im Unterraum Kocherplatten und Krumme Ebene.
Reihum grenzen die Einzugsgebiet der folgenden Nachbargewässer an:
- Im Norden ist meist der Kocher das nächste offenen Gewässer, im Ostnordosten konkurriert dieser über zwei kurze linke Zuflüsse oberhalb des Heckenfließbachs, den Auerbach und den Erlenbach;
- den Abfluss hinter der ebenfalls langen südlichen Wasserscheide nimmt die Brettach auf, die ein gutes Stück flussabwärts des Heckenfließbachs in den Kocher einfließt; sie konkurriert längstenteils über ihre rechten Zuflüsse vom Goppengrundbach bis hinab zum Schafgraben;
- jenseits der kurzen westlichen Wasserscheide fließt der kurze Abfluss des Gänsbrunnens wenig nach dem Heckenfließbachs wiederum in den Kocher.

### Zuflüsse
- (Flurgraben), von rechts und Osten auf etwa 219 m ü. NHN[LUBW 1] am Gewann Lutzenbrunnen, ca. 0,4 km[LUBW 6] und über 0,2 km².[LUBW 4] Entsteht auf etwa 225 m ü. NHN[LUBW 1] etwa 150 Meter westlich der Flugplatzgebäude.
- (Flurgraben), von links und Süden auf etwa 214 m ü. NHN[LUBW 1] im Gewann Lutzenbrunnen, ca. 0,2 km[LUBW 6] und unter 0,2 km².[LUBW 4] Entsteht auf etwa 217 m ü. NHN[LUBW 1] an der L 1088 Öhringen–Neuenstadt am Kocher.

## Geologie
Im weit überwiegenden Teil des Einzugsgebietes liegt Lösssediment aus quartärer Ablagerung. Auf dem letzten Kilometer durchläuft der Bach streicht an einer niedrigen Böschung Oberer Muschelkalk aus. Weil an den umliegenden stärkeren Taleintiefungen über dem Muschelkalk noch eine Schicht Lettenkeuper (Erfurt-Formation) ausstreicht, dürfte das Lösssediment im Einzugsgebiet meistens auch diese geologische Schicht bedecken.

## Natur und Schutzgebiete
Das obere wie das untere Einzugsgebiet ist jeweils Teil eines größeren Wasserschutzgebietes. Wasserfassungen gibt es für das eine nahe dem Flugplatz, für das andere etwas außerhalb der Wasserscheide nahe dem Haaghof am Gänsbrunnen.

### LUBW
Amtliche Online-Gewässerkarte mit passendem Ausschnitt und den hier benutzten Layern: Lauf und Einzugsgebiet des Heckenfließbachs

Allgemeiner Einstieg ohne Voreinstellungen und Layer: Daten- und Kartendienst der Landesanstalt für Umwelt Baden-Württemberg (LUBW) (Hinweise)
1. 1 2 3 4 5 6  Höhe nach dem Höhenlinienbild auf dem Hintergrundlayer Topographische Karte.
2. ↑  Höhe nach grauer Beschriftung auf dem Hintergrundlayer Topographische Karte.
3. ↑  Länge nach dem Layer Gewässernetz (AWGN).
4. 1 2 3  Einzugsgebiet abgemessen auf dem Hintergrundlayer Topographische Karte.
5. ↑  Natur teilweise nach dem Layer Geschützte Biotope.
6. 1 2  Länge abgemessen auf dem Hintergrundlayer Topographische Karte.
7. ↑  Schutzgebiete nach dem einschlägigen Layer.

### Andere Belege
1. ↑  Wolf-Dieter Sick: Geographische Landesaufnahme: Die naturräumlichen Einheiten auf Blatt 162 Rothenburg o. d. Tauber. Bundesanstalt für Landeskunde, Bad Godesberg 1962. → Online-Karte (PDF; 4,7 MB)
2. ↑  Geologie nach den Layern zu Geologische Karte 1:50.000 auf: Mapserver des Landesamtes für Geologie, Rohstoffe und Bergbau (LGRB) (Hinweise)